# Biserica „Sfântul Dumitru” din Speia
Biserica „Sf. Dumitru” este o biserică amplasată în Speia, raionul Anenii Noi, Republica Moldova. Este un monument arhitectural de importanță națională inclus în Registrul monumentelor Republicii Moldova ocrotite de stat cu nr. 141 (raionul Anenii Noi). Datează din 1911.